# Mauna Loa
Il Mauna Loa è un vulcano a scudo situato sull'isola di Hawaii. Il volume stimato di 75.000 km³ ne fa il più grande vulcano attivo della Terra per volume, anche se la sua cima (4.169 m s.l.m.) è di 36 m più bassa del suo vicino Mauna Kea, un altro dei cinque vulcani che formano l'isola maggiore delle Hawaii.

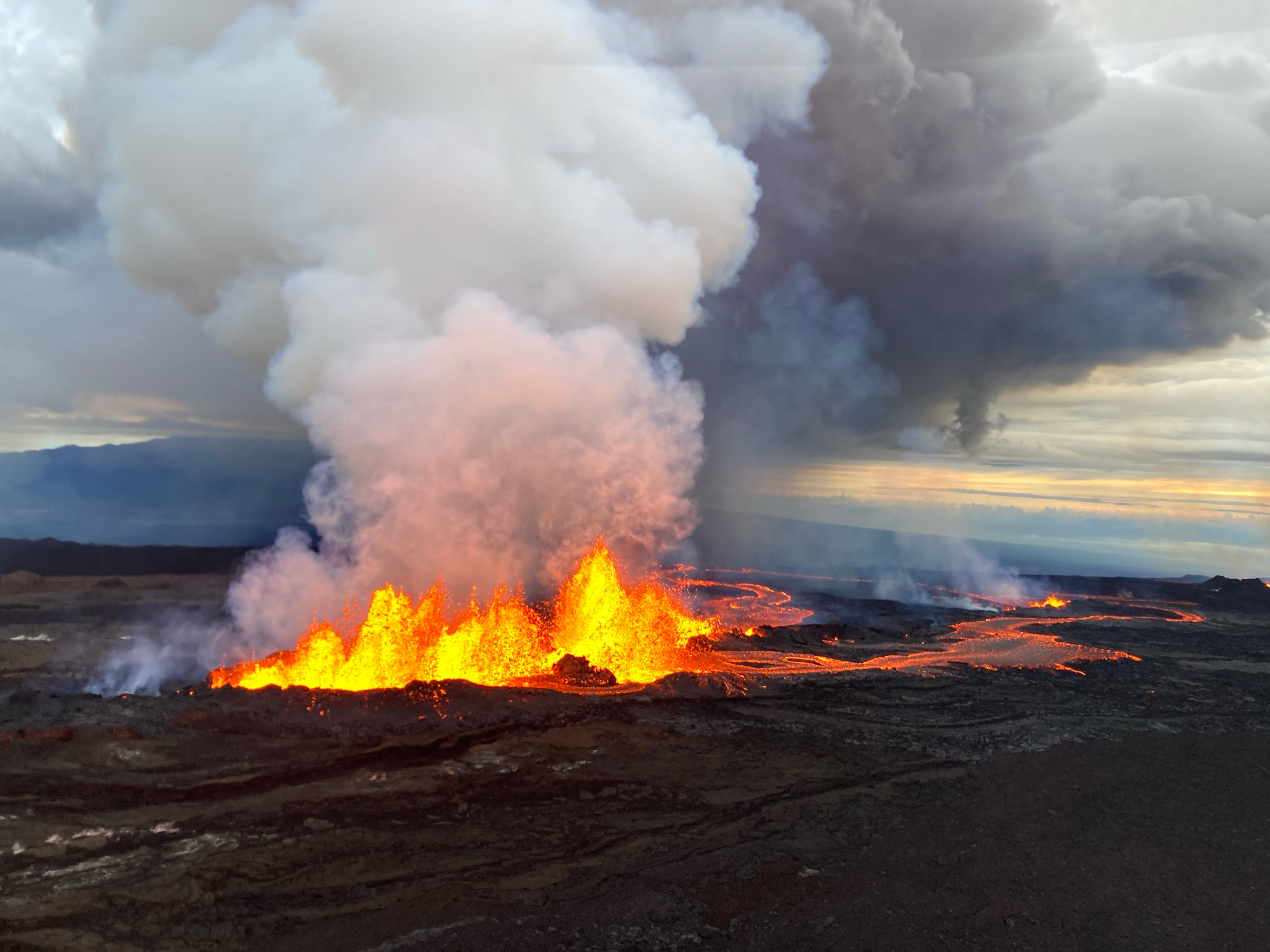
Il Mauna Loa in eruzione - 29 novembre 2022

Dato che la sua struttura a forma di cono poggia sul fondale oceanico profondo circa 5000 m, l'altezza complessiva della montagna supera quella dell'Everest.

## Descrizione
In dimensioni complessive è sorpassato dal massiccio Tamu, di cui di recente è stata dimostrata la natura di vulcano a scudo unico, anziché di agglomerato. Esso ricopre un'area sottomarina di 310.000 km² e risulta non attivo da oltre 130 milioni di anni.

I cinque vulcani di Hawaii

La parte sommitale è occupata da tre crateri sovrapposti disposti da nord-est a sud-ovest: il primo e ha un diametro di circa 1 km (0,6 miglia) e il secondo una caratteristica forma oblunga di 4,2 km × 2,5 km (2,6 mi × 1,6 mi); insieme, questi tre crateri costituiscono una grande caldera chiamata Mokuaweoweo (da ʻāweoweo, nome hawaiaano di una razza di pesce locale) che misura 6,2 per 2,5 km (3,9 per 1,6 miglia) e che si è formata in seguito al collasso della cima originaria. "Mauna Loa" significa "montagna lunga". La lava eruttata è povera di silice, caratteristica che la rende poco viscosa e impedisce eruzioni esplosive, creando così un vulcano dai pendii poco inclinati, con la forma di uno scudo.
Il vulcano ha eruttato per 700.000 anni, ed è emerso dal mare circa 400.000 anni fa. La roccia datata più vecchia risale a circa 200.000 anni fa. Il magma proviene dal punto caldo delle Hawaii, ed è responsabile della formazione dell'arcipelago e della catena sottomarina Hawaii-Emperor.
Il Mauna Loa è tornato ad eruttare la notte del 27 novembre 2022. La precedente eruzione risaliva quasi quarant'anni prima, tra il 24 marzo e il 15 aprile 1984. Nessuna tra le più recenti eruzioni del vulcano ha causato vittime, ma le eruzioni del 1926 e del 1950 hanno distrutto dei villaggi.
La particolare locazione geografica, su un'isola in mezzo all'oceano, unita all'altezza considerevole ne fa un luogo particolarmente ideale per il monitoraggio fisico della libera atmosfera specie per le concentrazioni globali di CO2 con la presenza dell'omonima stazione meteorologica.